# Кипорт (Њу Џерзи)
Кипорт (енгл. Keyport) град је у америчкој савезној држави Њу Џерзи.

## Демографија
По попису из 2010. године број становника је 7.240, што је 328 (-4,3%) становника мање него 2000. године.
| Група             | 2000.         | 2010.         |
| Белци             | 5.933 (78,4%) | 5.142 (71,0%) |
| Афроамериканци    | 531 (7,0%)    | 521 (7,2%)    |
| Азијати           | 168 (2,2%)    | 172 (2,4%)    |
| Хиспаноамериканци | 839 (11,1%)   | 1.322 (18,3%) |
| Укупно            | 7.568         | 7.240         |